# Contreforme
En typographie, la contreforme, ou contrepoinçon, est l'espace intérieur blanc de certaines lettres. Cet espace est généralement fermé, mais, par extension, on appelle aussi contreformes les espaces ouverts.
On parlera également de contreforme par opposition à la forme. Henri Matisse, par exemple, utilisait dans ses collages autant la forme qu'il avait découpée que la contreforme. La contreforme est alors le reste de la feuille après le découpage de la forme. Un effet de positif/négatif[réf. nécessaire] est alors produit.

Contrepoinçons (en rouge) des lettres B, D, C et a, g, d.

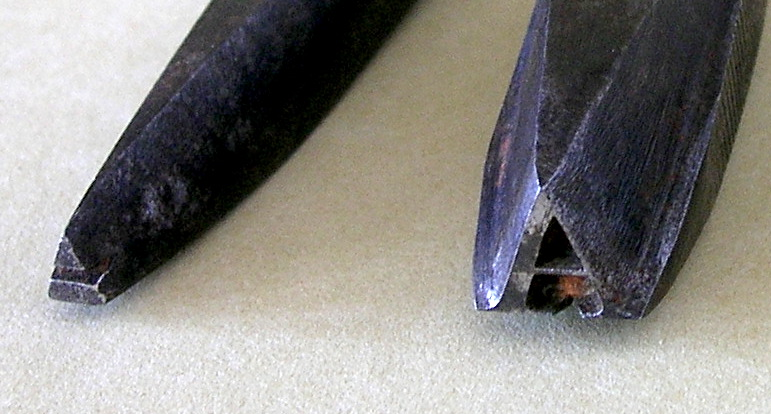
Un contrepoinçon (gauche) et un poinçon (droit) pour la lettre A